# مایک ایستون
مایک ایستون (انگلیسی: Mike Easton؛ زادهٔ ۲۵ ژانویهٔ ۱۹۸۴) ورزشکار هنرهای رزمی ترکیبی و تکواندوکار اهل ایالات متحده آمریکا است.